# آيت بلال (آيت بلال)
آيت بلال هي إحدى مشيخات المملكة المغربية، تتبع جغرافيا لإقليم أزيلال وإداريًا لآيت بلال. يقدر عدد سكانها بـ 3628 نسمة حسب الإحصاء الرسمي للسكان والسكنى لسنة 2004.